# Urata Naoki
Naoki Urata (sinh ngày 27 tháng 6 năm 1974) là một cầu thủ bóng đá người Nhật Bản.

## Sự nghiệp câu lạc bộ
Naoki Urata đã từng chơi cho Kawasaki Frontale và Ventforet Kofu.